# Giubbe rosse (film 1940)
Giubbe rosse (North West Mounted Police) è un film del 1940 diretto da Cecil B. DeMille e ambientato in Canada, durante la Ribellione del Nord-Ovest capitanata da Louis Riel.

## Trama
Vicende avventurose di un reggimento della polizia a cavallo alle prese con tribù d'indiani e con bande di canadesi francofoni senza scrupoli che, sotto il pretesto nazionalistico, fanno guerra all'Impero britannico. Al centro dell'azione un ranger del Texas inviato in Canada per catturare il capo dei ribelli accusato di un omicidio compiuto proprio negli Stati Uniti.

## Produzione
Il film è un adattamento cinematografico di The Royal Canadian Mounted Police (titolo originale anche del film), un romanzo di R.C. Fetherstonhaugh che racconta, con toni romanzati e anti-francesi, la ribellione del Nord-Ovest.
La pellicola fu prodotta dalla Paramount Pictures. Venne girato in California, nelle località San Bernardino National Forest, Big Bear Lake e Big Bear Valley.

## Distribuzione
Distribuito dalla Paramount Pictures, il film uscì nelle sale cinematografiche statunitensi il 22 ottobre 1940. Il 21 ottobre era stato presentato in prima a Regina, nel Saskatchewan. Il 6 novembre, uscì a New York.

## Critica
Nel 1978 il film è stato inserito nella lista dei 50 peggiori film di sempre nel libro The Fifty Worst Films of All Time.

## Riconoscimenti
- Premi Oscar 1940
  - Miglior montaggio